# جزر القناة في كاليفورنيا
جزر القناة في كاليفورنيا هي سلسلة من ثماني جزر تقع على المحيط الهادئ مقابل سواحل كاليفورنيا الجنوبية على امتداد قناة سانتا باربرا في الولايات المتحدة. خمسة من الجزر هي جزء من المنتزه الوطني لجزر القناة.

## الجزر
| جزيرة                                                           | تسمية السكان المحليين والمعنى | المساحة ميل2 | المساحة كم2 | السكان تعداد الولايات المتحدة 2000 | المقاطعة      | أعلى قمة م (قدم)         |
| --------------------------------------------------------------- | ----------------------------- | ------------ | ----------- | ---------------------------------- | ------------- | ------------------------ |
| جزر القنال الشمالية                                             |                               |              |             |                                    |               |                          |
| جزيرة أناكابا                                                   | Anyapakh (خداع أم سراب)       | 1.14         | 2.95        | 3                                  | فينتورا       | قمة القمة 283 (930)      |
| جزيرة سان ميغيل                                                 | Tuqan (معنى غير معروف)        | 14.57        | 37.74       | –                                  | سانتا باربارا | سان ميغيل هيل 253 (831)  |
| سانتا كروز                                                      | Limuw (مكان البحر)            | 96.51        | 249.95      | 2                                  | سانتا باربارا | ذروة الشياطين 740 (2429) |
| جزيرة سانتا روزا                                                | Wi'ma (طافية الخشب الأحمر)    | 83.12        | 215.27      | 2                                  | سانتا باربارا | سوليداد بيك 484 (1589)   |
| جزر القنال الشمالية                                             |                               |              |             |                                    |               |                          |
| San Clemente                                                    |                               | 56.81        | 147.13      | 3001)                              | لوس أنجلوس    | فيستا بوينت 599 (1965)   |
| San Nicolas                                                     |                               | 22.75        | 58.93       | 2001)                              | فينتورا       | جاكسون هيل 276 (907)     |
| Santa Barbara                                                   |                               | 1.02         | 2.63        | –                                  | سانتا باربارا | تل الإشارة 193 (634)     |
| سانتا كاتالينا                                                  |                               | 74.98        | 194.19      | 4096                               | لوس أنجلوس    | جبل أوريزابا 648 (2123)  |
| جزر القناة                                                      |                               | 350.89       | 908.79      | 4603                               |               | Devils Peak, 740 (2429)  |
| 1) المنشآت البحرية والسكان العسكريون المتجولون والسكان المدنيون |                               |              |             |                                    |               |                          |